# 竹生羊奶子
竹生羊奶子（学名：Elaeagnus bambusetorum）为胡颓子科胡颓子属下的一个种，主要分布于中国云南省红河哈尼族彝族自治州蒙自市。

## 性状
竹生羊奶子为灌木，枝呈扫帚状分枝，具褐色鳞片，上部全部具叶的一年生的短小枝上着生花芽。叶为革质椭圆形，呈披针状排列，长为宽的3倍，为7-8厘米，顶端短渐尖，基部窄圆形，下面具短而多的灰色贴生绒毛，侧脉7-10对，叶柄长达1厘米，密被鳞片和星状柔毛；花枝上的叶较小且长宽相等，花蕾密被银白色星状绒毛，长11毫米的花常达12朵生于花枝上，密被流苏状近星芒状银白微带锈色的鳞片；长5毫米的萼筒内面无毛，长3毫米的裂片呈三角形，有时两两相接合；长约1.5毫米的花丝无毛，与等长的矩圆形花药伸出喉部；花柱长约6毫米，具绒毛，花期3月。

## 研究
奥地利植物学家海因里希·馮亨德爾-馬志尼于1915年从云南蒙自到蔓耗的途中首次收集到竹生羊奶子的野生标本，现保存于奥地利维也纳大学标本馆，但此后一个世纪之内再无该物种的标本记录，竹生羊奶子第二次被发现是在2021年6月中國科學院昆明植物研究所联合云南红河哈尼族彝族自治州林业和草原局在云南蒙自天坑开展种质资源调查和采集时。再次发现的竹生羊奶子个体数量不足二十株，且大部分植株生长在村庄周围，采集队按单株对竹生羊奶子的种子进行采集，共收集到五份约五千粒成熟种子，保存在中国西南野生生物种质资源库中。

## 扩展阅读
- 維基物種上的相關：竹生羊奶子